# Chinesische Zahlzeichen

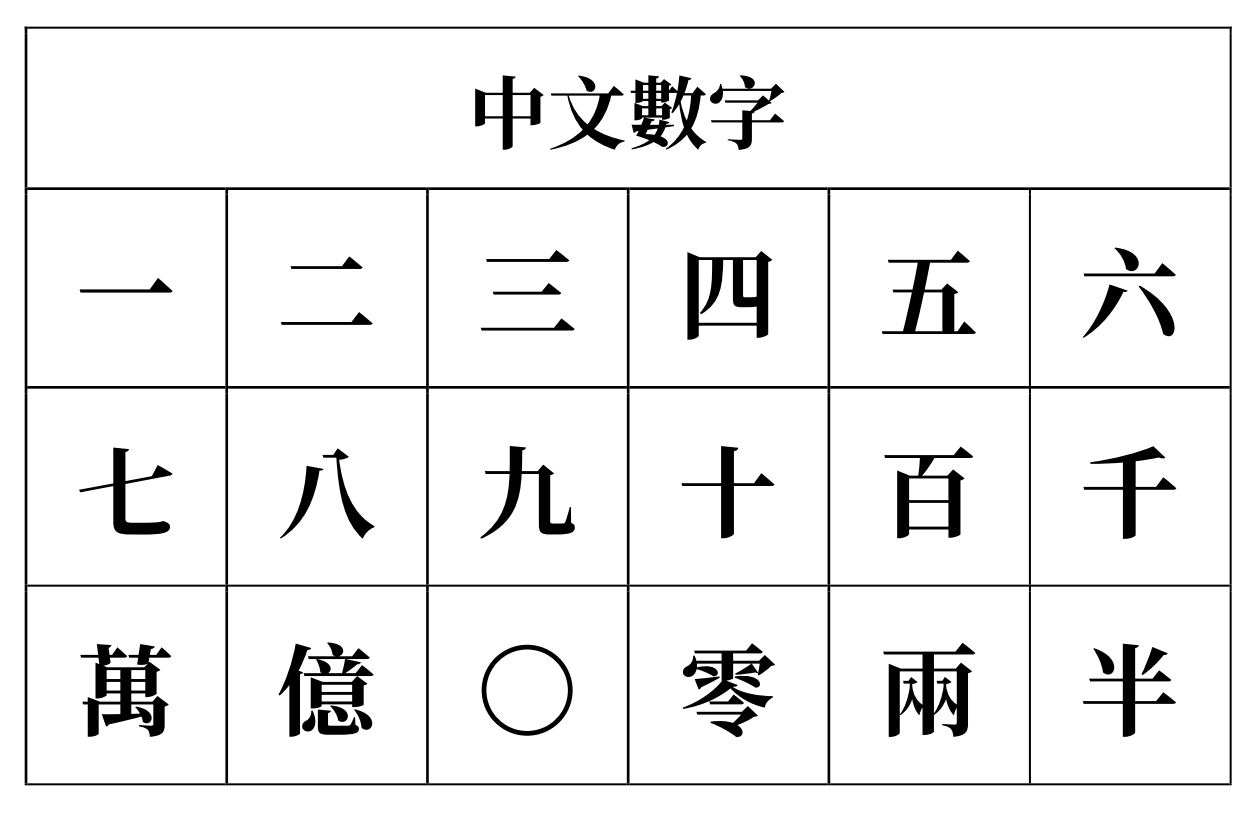
Chinesische Zahlzeichen als Langzeichen

Das traditionelle System der chinesischen Zahlzeichen (chinesisch 中文數字 / 中文数字, Pinyin Zhōngwén shùzì, kurz 數字 / 数字,  shùzì, Zhuyin ㄕㄨˋ ㄗˋ – „Ziffer, Zahl, Zahlzeichen“) wird im chinesischen Alltagsleben neben den indisch-arabischen Ziffern verwendet. Auch in anderen Ländern mit chinesischer Schrift (vor allem Japan, sehr selten in Korea und Vietnam) sind diese Schriftzeichen im Gebrauch.
Die Darstellung ist eine Mischung von Additions- und Stellenwertsystem auf der Basis von Dezimalziffern. Eine Zahl wird als Summe von Termen der Form d × 10n dargestellt, wobei die Ziffern 0 bis 9 und die Zehnerpotenz jeweils durch eigene Schriftzeichen dargestellt werden.
Die aus den Zeichen zusammengesetzten Zahlen sind identisch mit ausgeschriebenen Zahlwörtern der gesprochenen Sprache.

## Zeichenliste

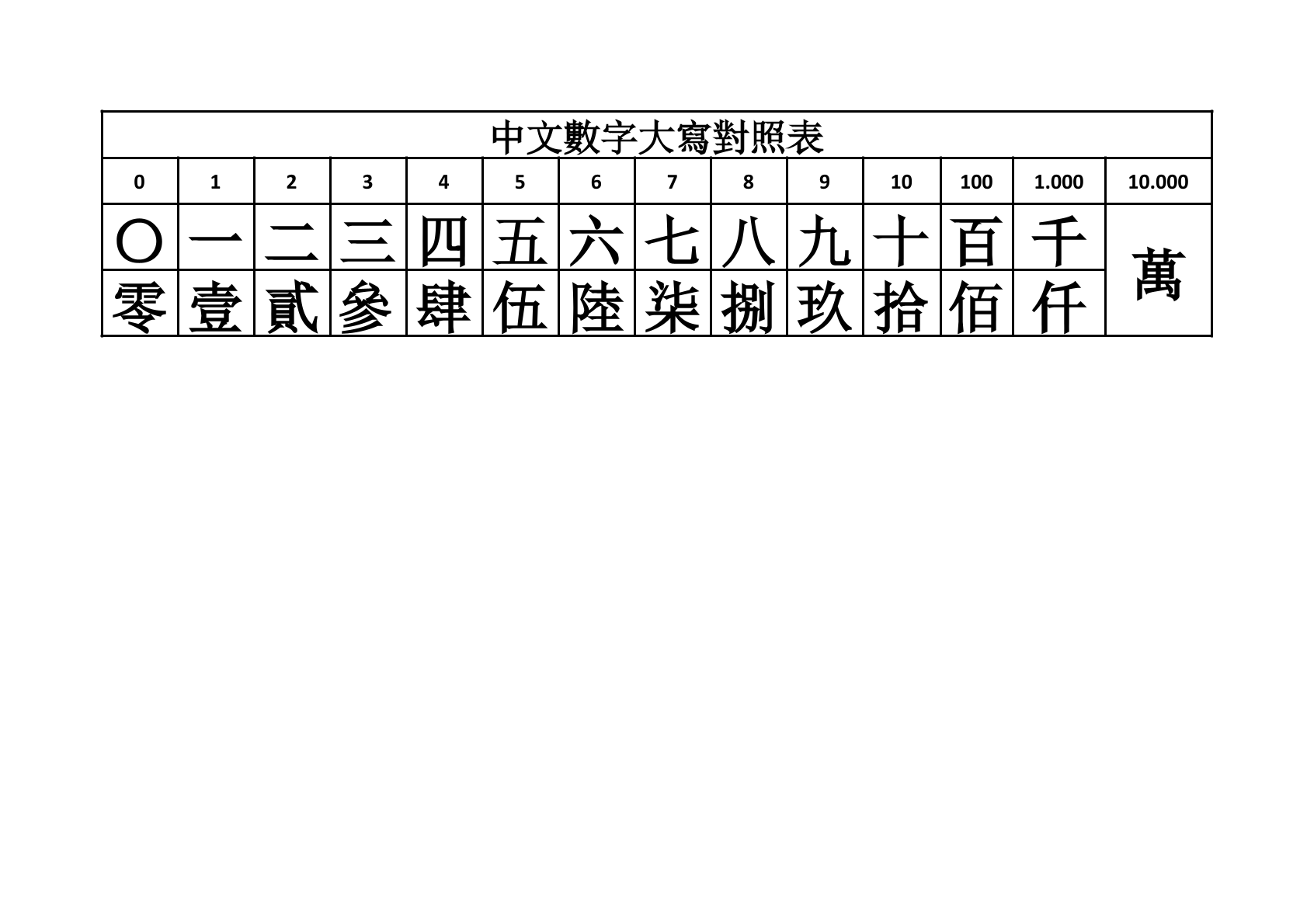
Vergleichstabelle chinesische Zahlen im Finanzwesen (Langzeichen)

Die chinesischen Zahlen von 0 bis 10: anhörenⓘ
Gebräuchlich sind die folgenden Zeichen:
| Zeichen a                  | Großschrift im Finanzwesen b | Pinyin     | Zhuyin        | Zahlenwert               |
| -------------------------- | ---------------------------- | ---------- | ------------- | ------------------------ |
| 零/〇 c                    | 零                           | líng       | ㄌㄧㄥˊ       | 0                        |
| 一                         | 壹 d                         | yī, yāo e  | ㄧ            | 1                        |
| 二 / 兩 (Kurzzeichen 两) f | 貳 g                         | èr / liǎng | ㄦˋ / ㄌㄧㄤˇ | 2                        |
| 三                         | 參 (Kurzzeichen 叁) h        | sān        | ㄙㄢ          | 3                        |
| 四                         | 肆                           | sì         | ㄙˋ           | 4                        |
| 五                         | 伍                           | wǔ         | ㄨˇ           | 5                        |
| 六                         | 陸 (Kurzzeichen 陆)          | liù        | ㄌㄧㄡˋ       | 6                        |
| 七                         | 柒                           | qī         | ㄑㄧ          | 7                        |
| 八                         | 捌                           | bā         | ㄅㄚ          | 8                        |
| 九                         | 玖                           | jiǔ        | ㄐㄧㄡˇ       | 9                        |
| 十                         | 拾                           | shí        | ㄕˊ           | 10                       |
| 百                         | 佰                           | bǎi        | ㄅㄞˇ         | 100                      |
| 千                         | 仟                           | qiān       | ㄑㄧㄢ        | 1000                     |
| 萬 (Kurzzeichen 万)        | 萬                           | wàn        | ㄨㄢˋ         | 104 = 10.000             |
| 億 (Kurzzeichen 亿)        | 億                           | yì         | ㄧˋ           | 108 (100 Millionen)      |
| 兆 i                       | 兆                           | zhào       | ㄓㄠˋ         | 1012 (1 Billion)         |
| 京                         | –                            | jīng       | ㄐㄧㄥ        | 1016 (10 Billiarden)     |
| 垓                         | –                            | gāi        | ㄍㄞ          | 1020 (100 Trillionen)    |
| 秭                         | –                            | zǐ         | ㄗˇ           | 1024 (1 Quadrillion)     |
| 穰                         | –                            | ráng       | ㄖㄤˊ         | 1028 (10 Quadrilliarden) |
| 溝 (Kurzzeichen 沟)        | –                            | gōu        | ㄍㄡ          | 1032 (100 Quintillionen) |
| 澗 (Kurzzeichen 涧)        | –                            | jiàn       | ㄐㄧㄢˋ       | 1036 (1 Sextillion)      |
| 正                         | –                            | zhèng      | ㄓㄥˋ         | 1040 (10 Sextilliarden)  |
| 載 (Kurzzeichen 载)        | –                            | zài        | ㄗㄞˋ         | 1044 (100 Septillionen)  |

Jenseits von 10.000 zählt die dieser Seite entsprechende chinesische Wikipedia-Seite wie in der obigen Liste in 10.000er-Schritten, weist aber darauf hin, dass den jeweiligen Zeichen früher auch andere Zahlwerte zugeordnet wurden. Das ist heute zum Teil noch der Fall. Zum Beispiel hat das Zeichen 京 in Das neue chinesisch-deutsche Wörterbuch und im elektronischen Wörterbuch Pleco einen Zahlwert von 10 Millionen anstatt wie oben 10 Billiarden.
In der Volksrepublik China wird statt 兆 für Billion in der Regel 萬億 (万亿, wànyì = 10.000 × 100 Millionen) verwendet.
Zu der Schreibweise von 廿, 卅 und 卌 (niàn, sà und xì) für 20, 30 und 40 siehe weiter unten (Bildung der Zahlen).
In der militärischen Kommunikation und in der Luftfahrt werden aus Gründen der Eindeutigkeit folgende Zahlen anders gelesen:
| Zahl | Standardlesung | Militär und Luftfahrt |
| ---- | -------------- | --------------------- |
| 0    | 〇/零 (líng)   | 洞 (dòng)             |
| 1    | 一 (yī)        | 幺/么 (yāo)           |
| 2    | 二 (èr)        | 两/兩 (liǎng)         |
| 7    | 七 (qī)        | 拐 (guǎi)             |
| 9    | 九 (jiǔ)       | 勾 (gōu)              |

## Bildung der Zahlen
Im chinesischen Zahlensystem werden größere zusammengesetzte Zahlen sowohl multiplikativ (Zehner, Hunderter, Tausender und so weiter) als auch additiv gebildet. Als Dezimaltrennzeichen dient der Punkt.
Beispiele:
- Multiplikativ werden die Zehner, Hunderter, Tausender, Zehntausender sowie die Hundertmillionen gebildet:

20: 二十 (2 × 10); 30: 三十 (3 × 10); 40: 四十 (4 × 10); 200: 二百 oder 兩百 (2 × 100); 4000: 四千 (4 × 1000); 60 000: 六萬 (6 × 10 000) und so weiter.
- Bei Zahlen zwischen 10 und 19 ist die Quantitätsangabe für die Zehnerstelle nicht nötig:

11﹕ 十一 (10 + 1)﹔ 12﹕ 十二 (10 + 2); 19: 十九 (10 + 9) und so weiter.
- Die Zwischenstufen werden additiv gebildet. So wird z. B. die Zahl 97 375 wie folgt gebildet:

9 × 10 000 + 7 × 1000 + 3 × 100 + 7 × 10 + 5, oder in Zeichen: 九萬七千三百七十五 (Pinyin jiǔwàn qīqiān sānbǎi qīshíwǔ).
111 = 1 × 100 + 1 × 10 + 1: 一百一十一 ;
- Es ist möglich – wenn auch selten –, das letzte in seinem Wert 9 übersteigende Zeichen auszulassen, wenn ihm bereits ein Zeichen mit einem höheren Wert vorausging, z. B. kann die Zahl 350 um den eingeklammerten Ausdruck verkürzt werden:

3 × 100 + 5 (× 10); in Zeichen:
三百五十 oder kurz 三百五.
- Für fehlende Stellen muss daher eine Null eingefügt werden (abschließende Nullen werden nicht genannt), z. B. für die Zahl 8 734 072:

(8 × 100 + 7 × 10 + 3) × 10 000 + 4 × 1 000 + 0 + 7 × 10 + 2
oder in Zeichen:
八百七十三萬四千〇七十二.
- Fehlen zwei oder mehr Stellen, so wird trotzdem nur eine Null eingefügt, z. B. die Zahl 10 020:

1 × 10 000 + 0 + 2 × 10
in Zeichen:
一萬〇二十.
- Für 20 wird auch oft das Zeichen 廿 geschrieben. Es wird eigentlich niàn, meistens jedoch regulär èrshí ausgesprochen. 廿 besitzt eine seltenere orthographische Variante 卄.
- Für 30 sieht man auch häufiger das Zeichen 卅. Es wird eigentlich sà, meistens jedoch regulär sānshí gesprochen.
- Für 40 wird manchmal das Zeichen 卌 geschrieben. Es wird eigentlich xì, meistens jedoch regulär sìshí gesprochen.
- Sehr selten wird für 200 das Zeichen 皕 geschrieben. Es wird eigentlich bì, meistens jedoch regulär èrbǎi oder liǎngbǎi gesprochen.

## Zählen
In der chinesischen Sprache wird unter der Verwendung von Zählwörtern gezählt. Für verschiedene Gruppen von Substantiven gibt es eigene Zählwörter; ein allgemeines Zählwort ist 個 / 个 gè. So bezeichnet 五個人 / 五个人 wǔgèrén fünf Personen.
Durch das Voranstellen des Zeichens 第 dì werden Ordinalzahlen gebildet. So bezeichnet 第五個人 / 第五个人 dìwǔgèrén eine fünfte Person.
Siehe auch: Zählwort (Chinesisch) für eine Erklärung der chinesischen Zählwörter.

## Handzeichen zum Ausdruck chinesischer Zahlen
Zahlen können in China durch Gestik mit einer Hand angedeutet werden. Die folgenden Bilder zeigen die Zahlen von 1 bis 10:

### Von 1 bis 5

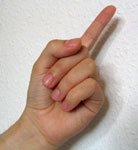
1 – der Zeigefinger ist gestreckt
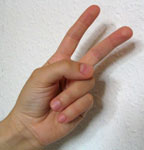
2 – Zeigefinger und Mittelfinger sind gestreckt und bilden ein V (wie beim Victory-Zeichen)
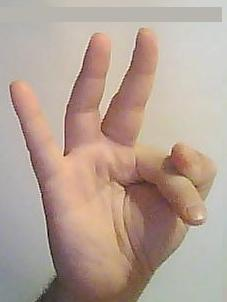
3 – Mittel-, Ring- und kleiner Finger sind gestreckt
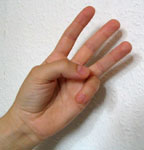
3 – Alternative mit gestrecktem Zeige-, Mittel- und Ringfinger
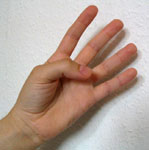
4 – alle Finger außer dem Daumen sind gestreckt
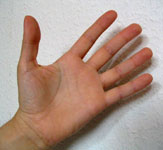
5 – alle Finger sind gestreckt

### Von 6 bis 10: Nordchina
Nordchina:

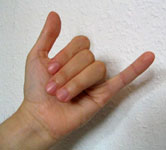
6 – der kleine Finger und der Daumen werden gespreizt, die anderen Finger geschlossen (ikonisch für 六,  liù – „sechs“)
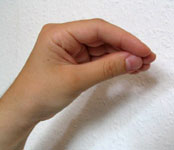
7 – die Spitzen des Daumens und der anderen Finger berühren sich; alternativ berühren sich nur Daumen, Zeige- und Mittelfinger, die anderen Finger sind geschlossen
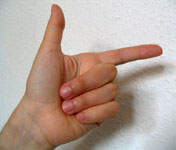
8 – Daumen und Zeigefinger werden gespreizt (wie ein „L“), die anderen Finger sind geschlossen (ikonisch für 八,  bā – „acht“)
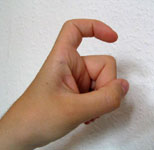
9 – alle Finger sind geschlossen, außer dem Zeigefinger, der bei geöffnetem Grundgelenk einen Haken zeigt
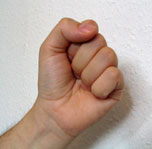
10 – die Hand wird zur Faust geballt und dem Betrachter zugewendet
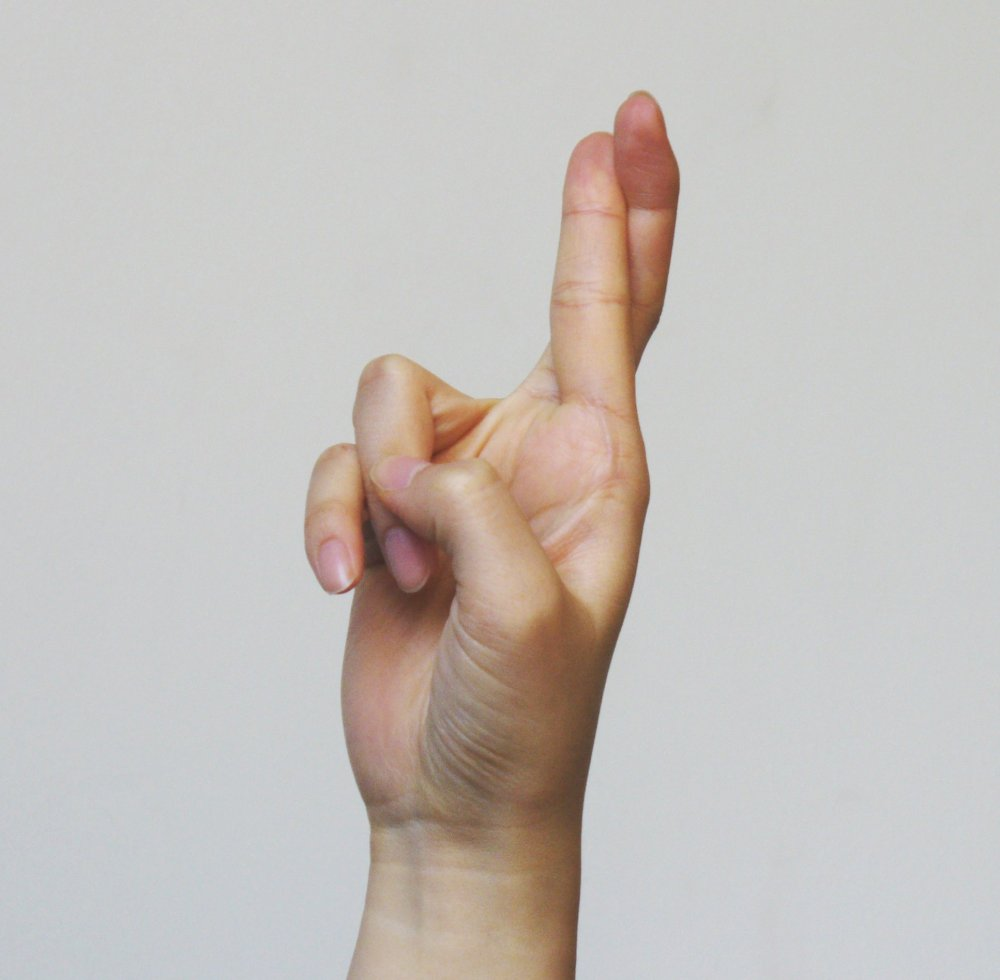
10 – Alternative mit gekreuztem Zeige- und Mittelfinger
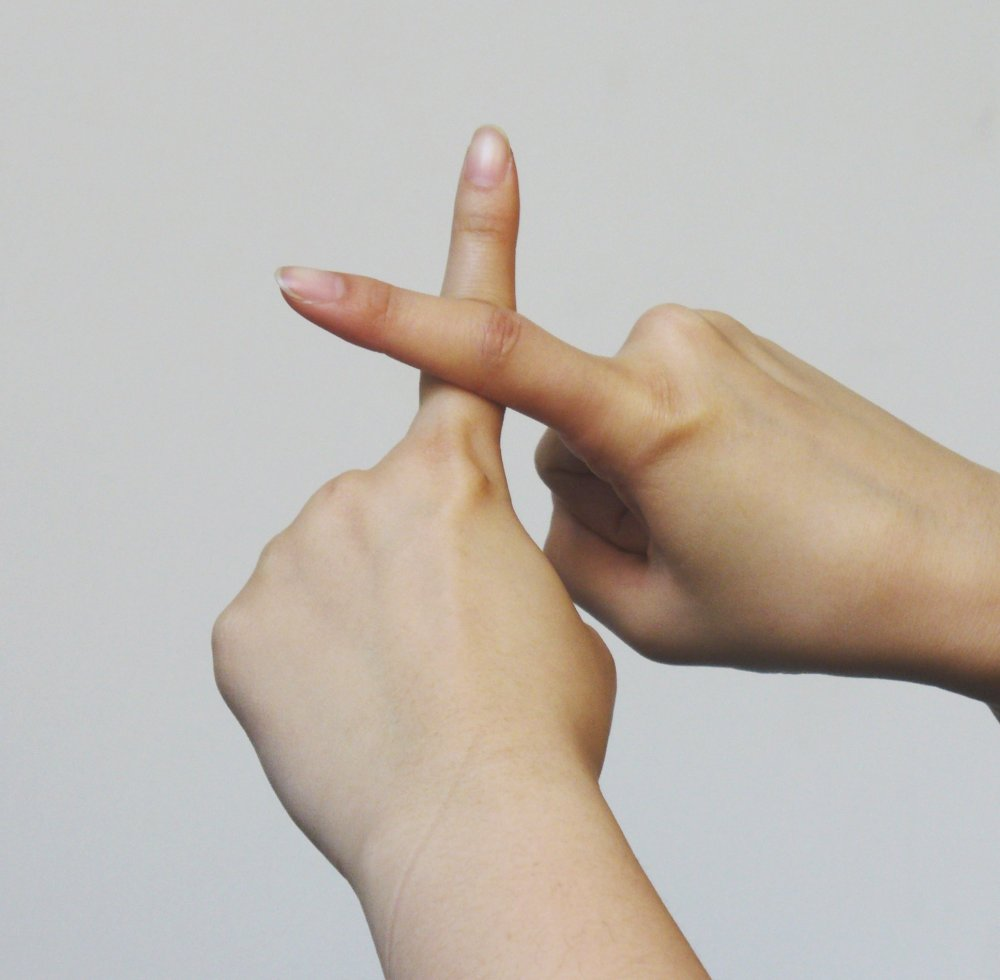
10 – Alternative mit zwei gestreckten Zeigefingern, die ein Kreuz bilden (ikonisch für 十,  shí – „zehn“)

### Von 6 bis 10: Südchina
Südchina:

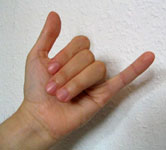
6 – kleiner Finger und Daumen werden gespreizt, die anderen Finger geschlossen (ikonisch für 六,  liù – „sechs“)
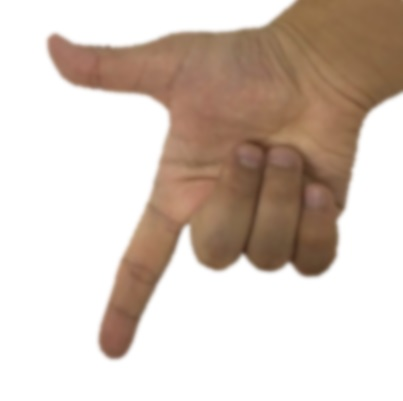
7 – Daumen und Zeigefinger werden gespreizt (ikonisch für die Ziffer 7)
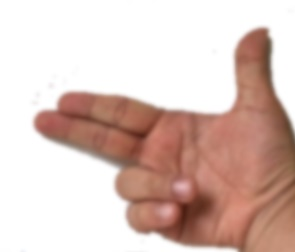
8 – Daumen, Zeigefinger und Mittelfinger werden gespreizt (ikonisch für 7+1)
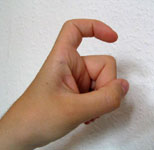
9 – alle Finger sind geschlossen, außer dem Zeigefinger, der bei geöffnetem Grundgelenk einen Haken zeigt
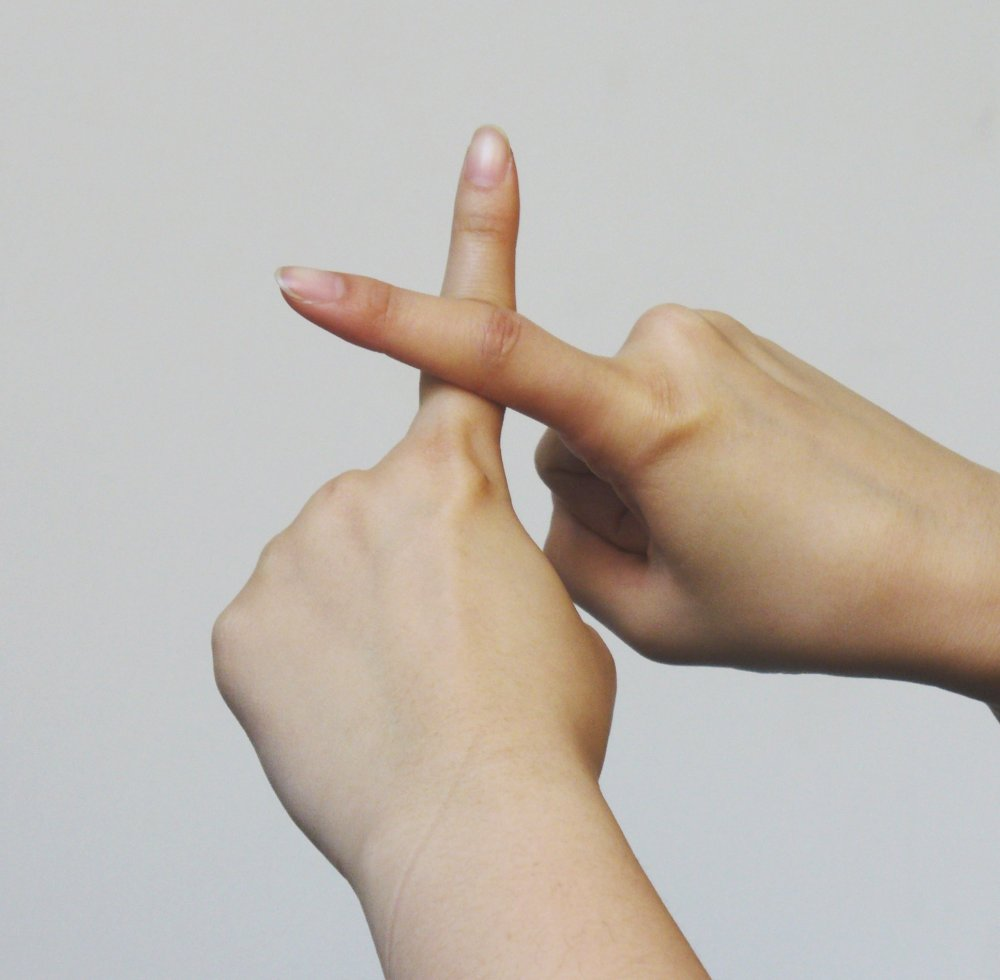
10 – zwei gestreckte Zeigefinger bilden ein Kreuz (ikonisch für 十,  shí – „zehn“)

Anmerkung: Die obigen Handzeichen für Sieben, Acht und Neun unterscheiden sich deutlich von den in Taiwan und Hongkong benutzten. Die Sieben wird mit Daumen und Zeigefinger, die Acht mit Daumen, Zeigefinger und Mittelfinger, die Neun mit Daumen und drei weiteren Fingern gezeigt. In Singapur wird z. B. das hier gezeigte Zeichen für 7 als 5 benutzt.
In Hong Kong gilt die geballte Faust auch als „5“.